# فيشكيل (نيويورك)
فيشكيل (بالإنجليزية: Fishkill, New York)‏ هي منطقة سكنية تقع في الولايات المتحدة في مقاطعة دوتشيز. يقدر عدد سكانها بـ 2,171 نسمة ومساحتها 2.3 كم2 وترتفع عن سطح البحر 67 متر.

## التركيبة السكانية
حدّد مكتب تعداد الولايات المتحدة بيانات التركيبة السكانية لفيشكيل في تعداد الولايات المتحدة. في ما يلي، التركيبة السكانية حسب تعدادي 2000 و2010.

### تعداد عام 2000
بلغ عدد سكان فيشكيل 1,735 نسمة بحسب تعداد عام 2000، وبلغ عدد الأسر 965 أسرة وعدد العائلات 400 عائلة مقيمة في القرية. في حين سجلت الكثافة السكانية 803.2 نسمة لكل كيلومتر مربع (2,080.3/ميل2). وبلغ عدد الوحدات السكنية 1,011 وحدة بمتوسط كثافة قدره 468.1 لكل كيلومتر مربع (1,212.4/ميل2).
وتوزع التركيب العرقي للقرية بنسبة 93.72% من البيض و2.77% من الأمريكيين الأفارقة و0.17% من الأمريكيين الأصليين و1.15% من الأمريكيين ذوي الأصول الآسيوية و0.06% من سكان جزر المحيط الهادئ و1.27% من الأعراق الأخرى و0.86% من عرقين مختلطين أو أكثر و6.05% من الهسبانيون أو اللاتينيون من أي عرق.
بلغ عدد الأسر 965 أسرة كانت نسبة 15% منها لديها أطفال تحت سن الثامنة عشر تعيش معهم، وبلغت نسبة الأزواج القاطنين مع بعضهم البعض 32.2% من أصل المجموع الكلي للأسر، ونسبة 6.9% من الأسر كان لديها معيلات من الإناث دون وجود شريك، بينما كانت نسبة 2.3% من الأسر لديها معيلون من الذكور دون وجود شريكة وكانت نسبة 58.5% من غير العائلات. تألفت نسبة 53.9% من أصل جميع الأسر من عدة أفراد يعيشون في نفس المنزل ونسبة 32.8% كانت تتألف من شخص يعيش بمفرده يبلغ من العمر 65 عاماً أو أكثر. وبلغ متوسط حجم الأسرة المعيشية 1.80، أما متوسط حجم العائلات فبلغ 2.74.
بلغ العمر الوسطي للسكان 47.7 عاماً. وكانت نسبة 14.1% من القاطنين تحت سن الثامنة عشر، وكانت نسبة 4.9% بين الثامنة عشر والرابعة والعشرين عاماً، ونسبة 26.9% كانت واقعةً في الفئة العمرية ما بين الخامسة والعشرين والرابعة والأربعين عاماً، ونسبة 23.5% كانت ما بين الخامسة والأربعين والرابعة والستين، ونسبة 30.5% كانت ضمن فئة الخامسة والستين عاماً فما فوق. يوجد لكل 100 أنثى 74.5 ذكر، ويوجد لكل 100 أنثى في الثامنة عشر من عمرها فما فوق 71.3 ذكر.
بلغ متوسط دخل الأسرة في القرية 36,344 دولارًا، أما متوسط دخل العائلة فبلغ 59,737 دولارًا. وكان متوسط دخل الذكور 48,750 دولارًا مقابل 31,898 دولارًا للإناث. وسجل دخل الفرد الخاص بالقرية 26,504 دولارًا. وكانت نسبة 4.5% من العائلات ونسبة 8.4% من السكان تحت خط الفقر، وكان من هؤلاء نسبة 8.8% تحت سن الثامنة عشر ونسبة 8.9% في الخامسة والستين من العمر وما فوق.

### تعداد عام 2010
بلغ عدد سكان فيشكيل 2,171 نسمة بحسب تعداد عام 2010، وبلغ عدد الأسر 1,064 أسرة وعدد العائلات 514 عائلة مقيمة في القرية. في حين سجلت الكثافة السكانية 1,005.1 نسمة لكل كيلومتر مربع (2,603.2/ميل2). وبلغ عدد الوحدات السكنية 1,138 وحدة بمتوسط كثافة قدره 526.9 لكل كيلومتر مربع (1,364.7/ميل2).
وتوزع التركيب العرقي للقرية بنسبة 73.56% من البيض و5.53% من الأمريكيين الأفارقة و0.14% من الأمريكيين الأصليين و15.11% من الأمريكيين ذوي الأصول الآسيوية و0.18% من سكان جزر المحيط الهادئ و3.36% من الأعراق الأخرى و2.12% من عرقين مختلطين أو أكثر و10.87% من الهسبانيون أو اللاتينيون من أي عرق.
بلغ عدد الأسر 1,064 أسرة كانت نسبة 22.7% منها لديها أطفال تحت سن الثامنة عشر تعيش معهم، وبلغت نسبة الأزواج القاطنين مع بعضهم البعض 37.5% من أصل المجموع الكلي للأسر، ونسبة 7.4% من الأسر كان لديها معيلات من الإناث دون وجود شريك، بينما كانت نسبة 3.4% من الأسر لديها معيلون من الذكور دون وجود شريكة وكانت نسبة 51.7% من غير العائلات. تألفت نسبة 43.6% من أصل جميع الأسر من عدة أفراد يعيشون في نفس المنزل ونسبة 15.2% كانت تتألف من شخص يعيش بمفرده يبلغ من العمر 65 عاماً أو أكثر. وبلغ متوسط حجم الأسرة المعيشية 2.04، أما متوسط حجم العائلات فبلغ 2.89.
بلغ العمر الوسطي للسكان 39.5 عاماً. وكانت نسبة 18.1% من القاطنين تحت سن الثامنة عشر، وكانت نسبة 5.7% بين الثامنة عشر والرابعة والعشرين عاماً، ونسبة 34.5% كانت واقعةً في الفئة العمرية ما بين الخامسة والعشرين والرابعة والأربعين عاماً، ونسبة 25.8% كانت ما بين الخامسة والأربعين والرابعة والستين، ونسبة 15.8% كانت ضمن فئة الخامسة والستين عاماً فما فوق. وتوزع التركيب الجنسي للسكان بنسبة 46.8% ذكور و53.2% إناث.